# Karavostasi
Karavostasi (in greco Καραβοστάσι?, in turco Gemikonağı) è una cittadina di Cipro, 6 chilometri a nord di Lefka. È sotto il controllo de facto di Cipro del Nord, dove appartiene al distretto di Lefke, mentre de iure appartiene al distretto di Nicosia della repubblica di Cipro.
Prima del 1974 Karavostasi è sempre stato un villaggio misto.
Nel 2011 il villaggio aveva 2 075 abitanti.

## Geografia fisica
Karavostasi è adiacente al villaggio di Xeros sulla riva sud della baia di Morfou, e si trova 5 km a ovest di Pentageia. Si trova a diciotto chilometri a sud-ovest della città di Morphou e due chilometri e mezzo a nord-ovest di Lefka.

## Origini del nome
Il nome del villaggio significa "ancoraggio per velieri". Nel 1959 i turco-ciprioti adottarono il nome alternativo Gemikonağı, che significa anch'esso "ancoraggio per navi a vela".

## Storia
Karavostasi è nato come approdo del vicino villaggio di Xeros, ma prima dell'inizio dell'attività estrattiva a Cipro era quasi disabitato.

## Società

### Evoluzione demografica
Non c'erano molte persone che vivevano nel villaggio prima che le miniere di Lefka entrassero in funzione. Un aumento molto significativo fu registrato prima nel 1931 e poi nel 1946. Durante questo periodo il piccolo e dimesso porto di Karavostasi si trasformò in un importante centro di lavorazione ed esportazione del rame e dell'amianto ciprioti. Il villaggio fu sempre popolato da entrambe le comunità. Molte persone da diverse parti dell'isola venivano a Karavostasi per lavorare alla Cooperazione delle Miniere di Cipro. Durante gli anni di emergenza del 1955-1959, ci fu un calo significativo della popolazione del villaggio.
Tutti gli abitanti turchi di Karavostasi furono sfollati alla fine del 1963 e all'inizio del 1964. Secondo Richard Patrick, la prima evacuazione nella regione di Lefka ebbe luogo a Karavostasi e Xeros alla fine di dicembre 1963. Alcuni irregolari greco-ciprioti costrinsero un certo numero di turco-ciprioti ad andarsene sotto la minaccia delle armi. Patrick sostiene che questa fu probabilmente una rappresaglia per l'evacuazione di centinaia di greco-ciprioti da Lefka/Lefke e Ambelikou/Bağlıköy nel 1958 durante la campagna dell'EOKA. Tuttavia, molti altri se ne andarono dopo l'accordo di libertà di movimento nel gennaio 1964. Questo secondo movimento di rifugiati fu principalmente verso Lefka e i vicini villaggi di Angolemi/Taşpınar, Elia/Doğancı, Ampelikou/Bağlıköy e Kazivera/Gaziveren. Alcuni andarono addirittura fino a Kampyli/Hisarköy. Tutti i turco-ciprioti di Karavostasi rimasero nei villaggi dove cercarono rifugio fino al 1974 quando furono reinsediati di nuovo nel villaggio o in diverse parti di Cipro del nord.
Tutti i greco-ciprioti di questo villaggio furono sfollati nell'agosto del 1974, quando fuggirono dall'esercito turco che avanzava. Attualmente, come il resto dei greco-ciprioti sfollati, i greco-ciprioti di Karavostasi/Gemikonağı sono sparsi nel sud dell'isola, soprattutto nelle città. Il numero dei greco-ciprioti di Karavostasi sfollati nel 1974 era di circa 300-310 (305 nel 1973).
Attualmente il villaggio è abitato principalmente dai suoi abitanti turco-ciprioti originali e da turco-ciprioti sfollati, provenienti dalla regione della Tillyria, da villaggi come Ammadies/Günebakan. Da quando è stata istituita l'Università di Lefke,  a Karavostasi vivono anche molti studenti.

## Economia

### Trasporti
Karavostasi è sede del porto di Gemikonağı, storicamente utilizzato per l'esportazione del rame ma inattivo dal 1992.